# Freuler (Adelsgeschlecht)

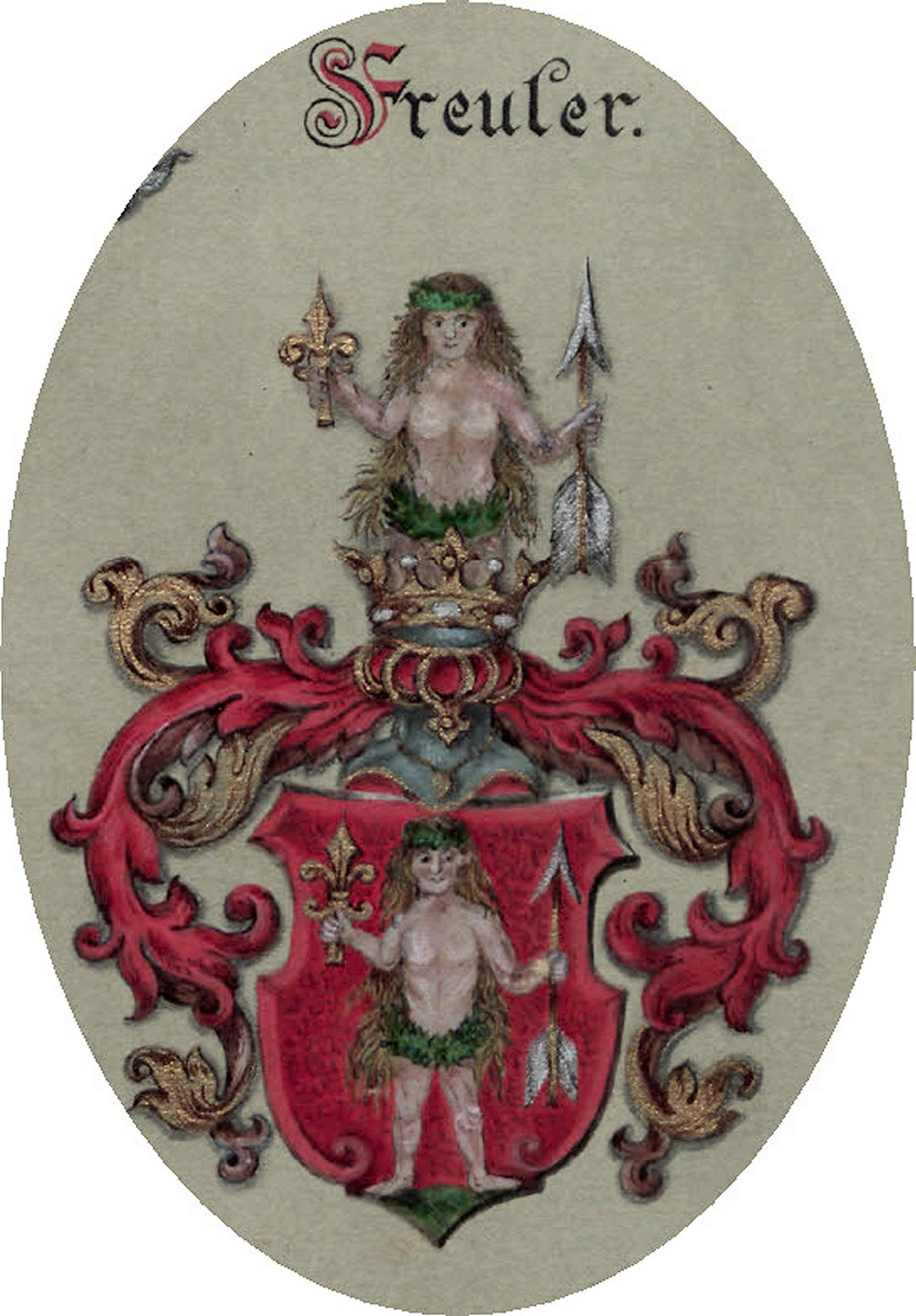
Familienwappen der Freuler von Glarus, Ennenda, Mitlödi und Netstal.

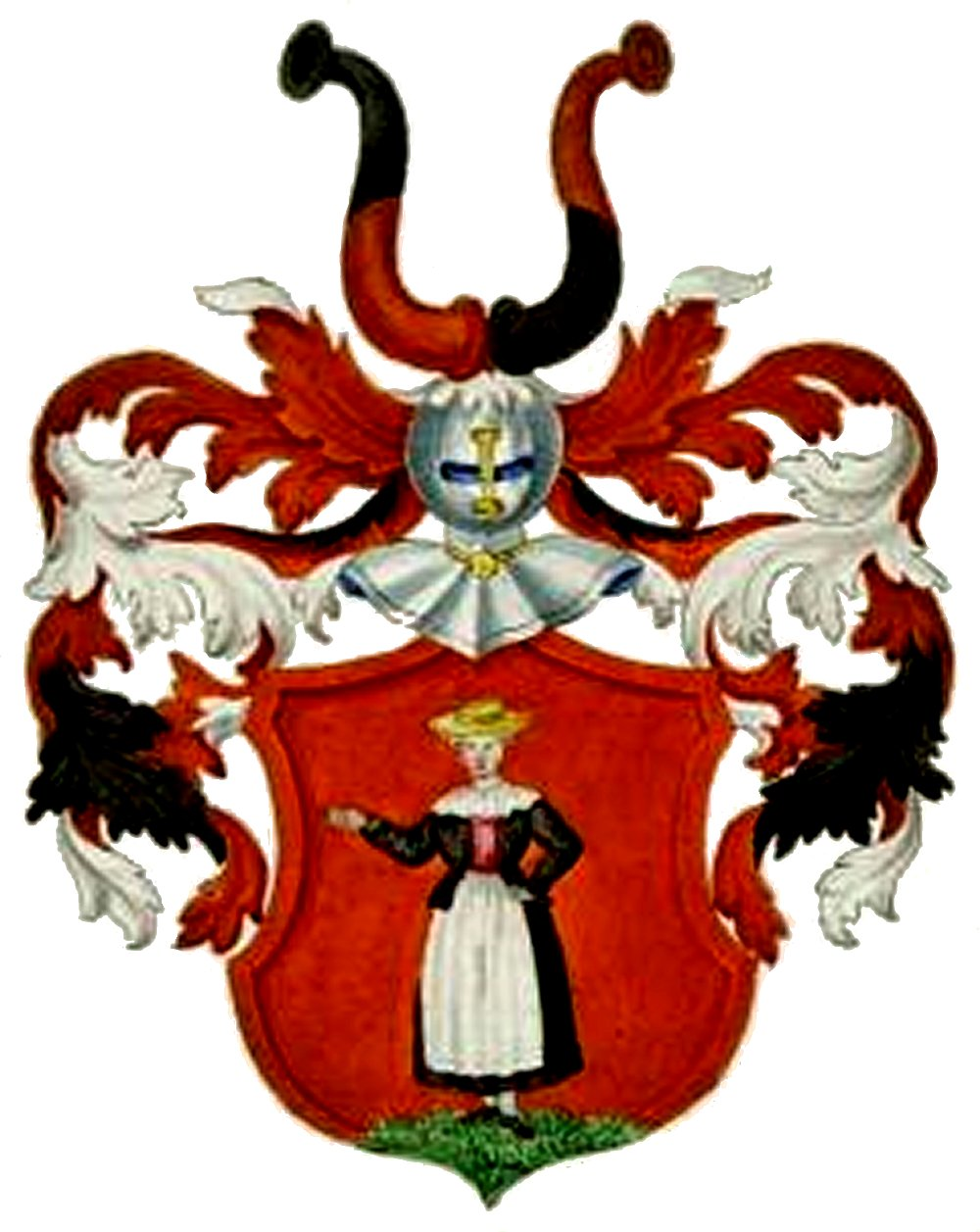
Wappen der Freuler von Schaffhausen.

Freuler ist der Name eines Glarner Briefadelsgeschlechts.

## Geschichte
Die Familie wurde erstmals im Jahre 1444 erwähnt und war seit dem 16. Jahrhundert in Glarus, Ennenda, Näfels und Mitlödi ansässig, mit dem Hauptsitz in Näfels. Nach der Reformation teilte sich die Familie Freuler in eine katholische und eine reformierte Linie auf.
Die Herkunft der Familie Freuler ist nicht bekannt. Man vermutet, dass sie im 11. Jahrhundert aus dem Gebiet des heutigen Bayerns, Allgäu, Schwaben und Schwarzwald aus unbekannten Gründen in die Innerschweiz grösstenteils nach Glarus zogen. Einige Teile der Familie blieben dabei in Schaffhausen zurück. Im Jahr 1291 wird bei Waldshut ein Heinrich der Frouweler erwähnt. Der Name Frouweler lässt auf eine frühe Schreibweise des Namens Freuler hindeuten, welcher sich mit der Zeit weiterentwickelte. 153 Jahre später wird ein Heini Freuler erwähnt, welcher in der Schlacht bei St. Jakob an der Birs sein Leben verlor. Im 17./18. Jahrhundert stellte die Familie Freuler mehrere Tagwenvögte im Kanton Glarus und mehrere Landvögte im Gasterland, im Rheintal, in der Grafschaft Baden und in Mendrisio.

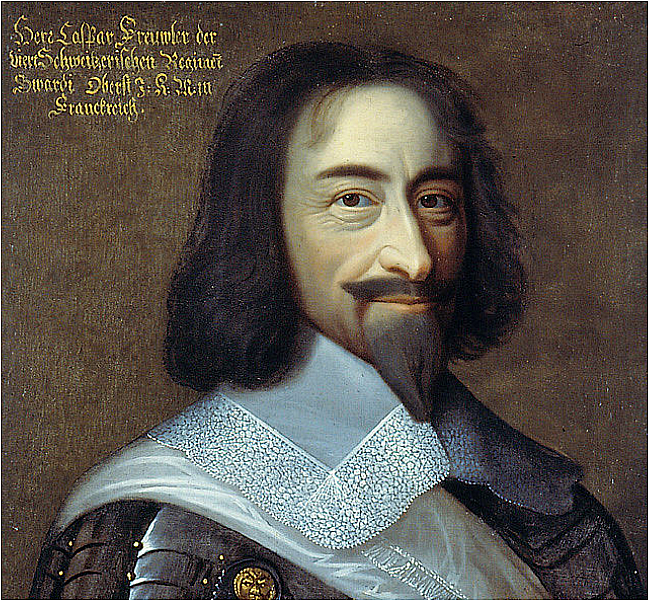
Porträt von Kaspar Freuler
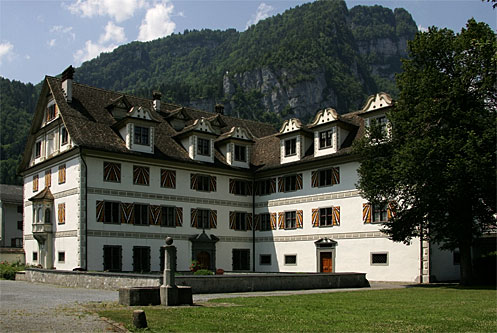
Der Freulerpalast in Näfels, von der Ostseite
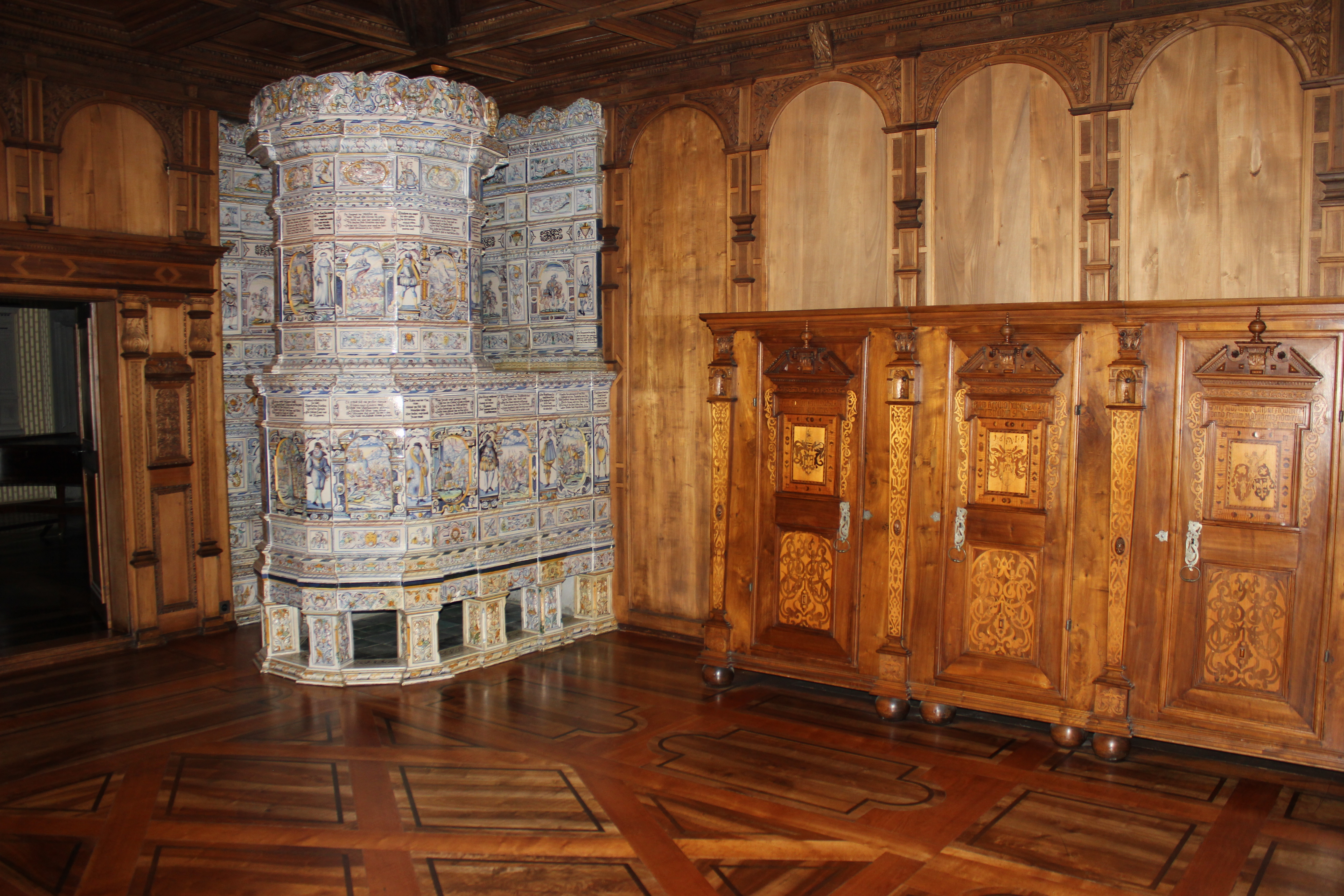
Prunkraum II im Freulerpalast

Kaspar Freuler, Inhaber des Garderegiments, wurde 1637 von König Ludwig XIII. in den erblichen Adelsstand erhoben. In den Jahren 1642 bis 1647 liess derselbe Kaspar Freuler in Näfels für sich und seine Familie den Freulerpalast erbauen, welcher bis heute als Wahrzeichen des Kanton Glarus gilt und in dem sich heute das Museum des Landes Glarus befindet. 1840 musste die Familie den Freulerpalast aus finanziellen Gründen an die Gemeinde Näfels abstossen, danach funktionierte er einige Jahre lang als Kornspeicher. 1837 starb die Näfelser Linie der Freuler mit dem letzten männlichen Nachfolger Fridolin Joseph Anton Freuler aus. 1850 errichteten die Söhne von Johann Heinrich Freuler in Ennenda eine Zeugdruckerei welche 1868/1869 200 Personen beschäftigte und damit zu einer der grössten Druckereien des Kanton Glarus zählten. Die Druckerei stellte früh auf Walzendruck um und exportierte nach Süditalien, Frankreich & Deutschland. Heute existiert einzig noch die reformierte Linie, welche grösstenteils immer noch im Kanton Glarus und dessen Umgebung ansässig ist. Heute sind die Freuler eine alteingesessene Glarner Familie.

## Personen
- Kaspar Freuler (1595–1651), Oberst
- Johann Jodocus Fridolin Freuler (* 4. Juli 1703 in Näfels, Kanton Glarus; † 12. Mai 1782 in Näfels)
- Kaspar Joseph Freuler (* 21. März 1658 in Näfels, Kanton Glarus; † 9. März 1723 in Näfels)
- Fridolin Freuler (* um 1626 in Näfels, Kanton Glarus; † Mai 1714 in Näfels)
- Balthasar Freuler (urkundlich ab 1645; † 7. Juli 1688 in Glarus)
- Cosmus Freuler (* 3. August 1780 in Wartau, Kanton St. Gallen; † 10. Dezember 1838 in Glarus)
- Bernhard Freuler (1796–1858), Maler, Grafiker, Radierer, Zeichenlehrer, Archivar und Landschaftsgärtner

## Wappen

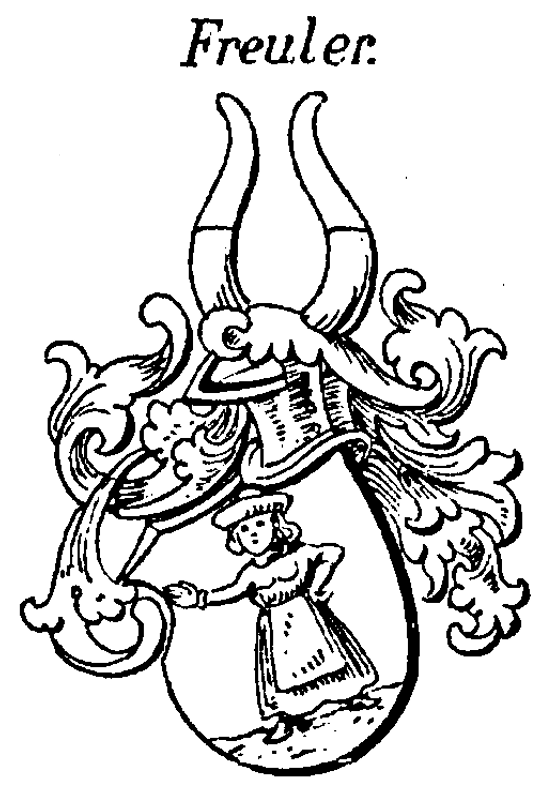
Wappen der Freuler in Siebmachers Wappenbuch

Blasonierung: In Rot auf grünem Boden eine Frau, mit roten Mieder, schwarzem Rock, silberner Schürze und goldenem Hut. Auf dem Helm mit schwarz-roten Helmdecken zwei Büffelhörner, rechts Schwarz über Rot, links Rot über Schwarz geteilt.